# 吉罗德
吉罗德是德国莱茵兰-普法尔茨州的一个市镇。总面积7.46平方公里，总人口1216人，其中男性613人，女性603人（2011年12月31日），人口密度163人/平方公里。